# Platicrista cheleusis
Platicrista cheleusis är en djurart som tillhör fylumet trögkrypare, och som beskrevs av Kathman 1990. Platicrista cheleusis ingår i släktet Platicrista och familjen Hypsibiidae. Inga underarter finns listade i Catalogue of Life.